# Touazine
Les Touazine (berbère : Itawaziyen, tifinagh : ⵉⵜⴰⵡⴰⵣⵉⵢⵏ, arabe : التوازين) sont un ensemble de tribus installées dans la région tunisienne de Ben Gardane et de Médenine.
Présentées principalement comme Berbères arabisés ou comme Berbères, les Aouled Hilal appartenant aux Aouled Khelifa eux sont présenté comme étant d'origine hilalienne . Cette tribu de la Djeffara occidentale, peuple ce territoire, conquit après les deux refoulements des ksour Nebech (1705) et Ben Gardane (1792). Elles refoulent les Arabes nouaïel progressivement au-delà de la ligne Djerba-Oued Bouhamed-Ghomrassen (1665), puis au-delà de l'oued Fessi (1705) et en fin à l'est de Moqta (1792). Les Touazine s'emparent aussi de la plaine de la Hamza, appartenant à la tribu arabe des Hazem, et y fondent un ksar, qui constitue l'actuelle ville de Médenine.
Les Touazine viennent aussi s'établir à Metameur, repoussant au sud les Nouaïel que l'on retrouve sous ce nom en Tripolitaine, en bordure de la frontière, et au nord les Hazems qui habitent le territoire de Gabès auprès des Hamernas issus comme eux des Banu Sulaym. De probable fusion et absorption ont lieu entre les Touazine et des groupes de Banu Sulaym acceptés après cette reconquête.
Les Touazine étaient considérés comme de grands nomades, bien qu'ils passent la majeure partie de l'été sous des gourbis aux environs de Médenine. Une partie de l'oasis de Zarzis leur appartient. Ils étaient riches en pâturages, les immenses terrains de parcours des Touazine nourrissent les nombreux troupeaux de cette tribu. Ils étaient décrits comme étant de vigoureux cavaliers, réputés pour leur bravoure.
Cet ensemble de tribus, appartient historiquement, à la division généalogique des Ouerghemma,.

## Origine
Les Touazines sont d’origine Berbère et comprennent plusieurs groupes ethniques, dont l’alliance est cimentée pour toujours par les longues et courageuses luttes qu’ils ont soutenues contre les tribus arabes, qui depuis le XIe siècle les avaient dépossédés de leurs terres et obligés à se réfugier dans les gorges du Djebel Abiodh. Ils descendent pour la plupart du groupe des Demmer (Famille des Louwata) lequel avant l’invasion Hilalienne occupait tout le pays constituant actuellement les Territoires Militaires du Sud Tunisien et le caïdat de l’Aradh (Gabès). Ce territoire fut le point de passage obligé de toutes les tribus des Beni Hilal qui, au XIe siècle, se répandirent successivement dans l’Ifriqiya. Les premières fractions arabes qui s’installèrent à demeure dans le pays des Demmer, furent les Riah et les Djochem, mais au XIIIe siècle, le Souverain Hammadite El Mansour transporta ces deux tribus dans l’ouest et les remplaça par les Debbab (fraction des Soléim) jusqu’alors restés en Tripolitaine. Les Berbères refoulés dans les montagnes par les envahisseurs, en profitèrent pour reprendre, presque d’un seul coup, la plus grande partie de leur territoire.

## Histoire
Vers 1550, les Touazine, auxquels s’agrégèrent des Khezours de Béni Kheddache, et divers débris de tribus berbères dispersés un peu partout, descendirent du rocher de Ghomrassen. Ils prirent Médenine aux Hazem qui durent se retirer sur Mareth et Gabès. Pendant ce temps, les Ouderna chassaient les Ouled Yacoub de l’oued Tataouine et les Accara délogeaient les Nouail de Zarzis, Ces derniers s’étant établis au Sud-Ouest de la Sebkha el Melah, à Gassem Nebèche, furent encore refoulés vingt ans plus tard, par les Touazine et les Accara réunis. Ils se retirèrent plus à l’Est, au Sud d’el Biban, où se trouvaient les petites fractions Tripolitaines des Oulad Chebel, et pour se mettre en mesure de résister à leurs adversaires, ils bâtirent un fortin nommé Ksar Ben-Gardane, du nom du maçon qui l’édifia. Ce vieux fortin existe encore. Il ne servait, à l’époque où il fut construit, qu’à emmagasiner les récoltes et n’était occupé que par quelques gardiens, mais il devenait à l’occasion un excellent point d’appui pour les Nouails.
Vers 1770, un parti de douze cavaliers Touazine s’en empara par surprise. Démantelé, ce fortin resta inoccupé jusqu’à l’arrivée des français à Ben Gardane. Ce dernier épisode mis à part, l’histoire des Touazine est mal connue. Cette tribu n’a pas de tradition ancienne. Il ressort simplement de récits confus qu’après avoir disputé le territoire de Médenine aux Hazem et le littoral de la mer de Boughrara aux Hamerna, les Touazine, tour à tour battus et triomphants, parvinrent à expulser les Nouails de Ksar Ben-Gardane et les obligèrent à établir leurs campements sur les rives Est de la Moghta où ils sont encore. Cette victoire cependant ne permit jamais aux Touazine une occupation paisible du pays. Les troupeaux et les laboureurs ne dépassaient l’Oued Fessi que sous la protection de gardiens armés. Les combats meurtriers et razzias de troupeaux étaient très fréquents. Les emplacements où moururent des Touazine sont marqués par des tas de pierres appelés « Mechehed » et furent les premiers titres de propriété de la tribu.
Les historiens disent que les Ksour d'Aurghama à Médenine capitale de la Jeffara n'ont jamais été menacés ou touchés par les envahisseurs des tribus de l'Est ou de I'Ouest pendant toute I'histoire du XVIIIe et XIXe siècles. L'appel au secours du Marabout Sidi Ali Abi aux Touazine pour protéger les Ksours, I'histoire mythique ou réelle de cet appel qui reste dans la mémoire des Djeffariens en s'adressant aux Touazine. C'est cette alliance, entre les tribus maraboutiques et les tribus guerrières qui a sauvegardé les Ksours en tout temps, cette défense s'est poursuivie jusqu'à l'indépendance et I'arrivée de la première République.
Cette population berbère, entourée de tribus arabes qu’elle avait vaincues et qui lui étaient restées hostiles, obligée de soutenir des luttes incessantes, et de répondre à chaque instant par des razzias et des coups de mains rapides et audacieux aux actes de brigandages commis par ses voisins, avait des hommes très braves, à la fois très bons cavaliers et fantassins infatigables, excellents tireurs. Constamment obligés de se défendre pour conserver leur prépondérance morale et leur terres reconquises, les Touazine acquirent un caractère très indépendant. Cette indépendance s’affirmait même dans le domaine religieux, par la substitution au Coran, pour toutes les questions législatives, de leurs coutumes et de leurs lois, codifiées dans un règlement qui avait reçu le nom de « Kanoun Orfia ». Ce code élaboré par le « Myad » (assemblée des notables) était en vigueur et reconnu par tous les indigènes de la tribu avant notre arrivée en Tunisie.

## Composition
La confédération serait composée de plusieurs tribus, à savoir : 
- Maztoura (arabe : مزطورة) ;
- Ouled Bouzid (arabe : اولاد بوزيد) ;
- Ouled Hamed (arabe : اولاد حامد) ;
- Ouled Khalifa (arabe : اولاد خليفة).